# The Glades
The Glades is een Amerikaanse politieserie, die zich afspeelt in Miami. De serie ging in première op 13 juli 2010 bij A&E Network. In 2013 ging het vierde seizoen in. Elk seizoen telt dertien afleveringen.

## Verhaallijn
The Glades gaat over een detective uit Chicago die valselijk is beschuldigd van het slapen met de vrouw van zijn baas. Die zette dat kracht bij door op hem te schieten. Met een schadevergoeding besluit hij te verhuizen naar Florida, waar hij met het ontvangen geld een mooi huis koopt en gaat werken bij het Florida Department of Law Enforcement (FDLE). Hij verwacht zich vooral te zullen amuseren op de golfbaan, maar wordt daarvan steeds weer weerhouden door op te lossen moordzaken. Want hoewel hij moeilijk in de omgang is en zich nauwelijks onderwerpt aan het gezag van zijn superieuren, is hij natuurlijk wel de slimste detective van de afdeling.

## Hoofdpersonen
- Matt Passmore is Jim Longworth – een rechercheur moordzaken uit Chicago die daar weg moest nadat hij door zijn chef in zijn bil is geschoten, toen die hem er ten onrechte van beschuldigde dat hij overspel zou hebben bedreven met diens vrouw. Met de schadevergoeding, ontvangen van de Chicago Police Department, gaat Longworth op zoek naar een prettiger bestaan in de (fictieve) badplaats Palm Glade, Florida, in de hoop dat hij hier kan ontspannen in de zon en met een potje golf. Hij gaat werken bij de lokale vestiging van de FDLE, maar is verrast door het grote aantal moorden dat plaatsvindt in Zuidoost-Florida, waardoor zijn werk misschien wel uitdagender is dan het was in Chicago.
- Kiele Sanchez is Callie Cargill – een aantrekkelijke alleenstaande moeder van in de dertig die een gecompliceerd leven leidt. Ze is werkzaam als verpleegster en doet daarbij een studie geneeskunde. Ze is niet alleen haar studie maar ook haar twaalfjarige zoon Jeff zeer toegewijd. Ze staat alleen voor zijn opvoeding sinds haar echtgenoot Ray een gevangenisstraf moet uitzitten. Longworth is verliefd op Callie, maar wil haar gezin niet opbreken. Callie stelt zijn belangstelling op prijs, maar blijft onduidelijk over haar plannen om van Ray te gaan scheiden.
- Carlos Gómez is Dr. Carlos Sanchez – een vriend en collega van Longworth, die als patholoog-anatoom verbonden is aan het forensisch laboratorium waar de moordslachtoffers worden onderzocht.
- Uriah Shelton is Jeff Cargill – de zoon van Callie. Hij is slim maar heeft het moeilijk met het feit dat zijn vader in de gevangenis zit en de slechte relatie tussen zijn ouders. Hij maakt het zijn moeder niet makkelijk, maar heeft een goede relatie met Longworth.
- Jordan Wall is Daniel Green – een 23-jarige nerd afgestudeerd aan Tampa Tech, die er dankzij Longworth in slaagt om een baan te krijgen als assistent van Carlos in het forensisch laboratorium. Zijn veelzijdige kennis komt vaak goed van pas.
- Michelle Hurd is Colleen Manus – de slimme en stevige regionale baas van de FDLE. Ze is niet onverdeeld gelukkig met het gedrag van Jim Longworth maar dankzij zijn goede resultaten kan hij een potje bij haar breken. Desalniettemin ziet ze er geen been in hem zo nodig te corrigeren, wat met regelmaat gebeurt.
- Clayne Crawford is Ray Cargill – de echtgenoot van Callie die zijn straf voor een gewapende overval uitzit in de Florida State Prison in Raiford (op drie uur rijden van Palm Glade).

## Productie
De serie heette oorspronkelijk Sugarloaf. De filmopnamen vinden plaats in een voormalige fabriekshal in Pembroke Park, Florida in de buurt van Fort Lauderdale, waarmee het de tweede lopende serie is - naast Burn Notice - die volledig in Florida wordt gefilmd. Hoewel A&E The Glades aanprijst als een CSI-franchise-achtige series, heeft het meer van een reguliere politieserie, waarbij de forensische activiteiten slechts een bescheiden aandeel hebben.